# Richard Byrd (lekkoatleta)
Richard Leslie Byrd (ur. 16 maja 1892 w Shiloh w stanie Indiana, zm. 20 czerwca 1958 w Attica) – amerykański lekkoatleta, medalista olimpijski.
Na igrzyskach olimpijskich w 1912 w Sztokholmie wystąpił w czterech konkurencjach. Największy sukces odniósł w rzucie dyskiem, w którym zajął 2. miejsce za Armasem Taipale z Finlandii. W skoku wzwyż z miejsca zajął 4. miejsce (wraz z 2 innymi zawodnikami), w skoku w dal z miejsca 8. miejsce, a w rzucie dyskiem oburącz był siedemnasty. Wystąpił także w zawodach baseballu, który był na igrzyskach dyscyplina pokazową.
Podczas I wojny światowej służył w United States Marine Corps w randze kapitana. Zwyciężył w konkursie rzutu dyskiem na zawodach alianckich w Paryżu w 1919. Był drugi w mistrzostwach Stanów Zjednoczonych (AAU) w tym samym roku.